# جدول مدال‌های المپیک زمستانی ۱۹۵۶
جدول مدال بازی‌های المپیک زمستانی ۱۹۵۶ فهرستی از مدال‌های کسب شده توسط ورزشکاران است که در طول برگزاری بازی‌های المپیک زمستانی سال ۱۹۵۶ میلادی که در کورتینا دامپتزو ایتالیا برگزار شد.

## جدول مدال‌ها
رتبه بندی این جدول توسط کمیته بین‌المللی المپیک (ioc) اعلام شده است.
      کشور میزبان (ایتالیا)
| رتبه                    | کشور                      | طلا | نقره | برنز | مجموع |
| ۱                       | اتحاد شوروی (URS)         | ۷ * | ۳    | ۶    | ۱۶    |
| ۲                       | اتریش (AUT)               | ۴   | ۳    | ۴    | ۱۱    |
| ۳                       | فنلاند (FIN)              | ۳   | ۳    | ۱    | ۷     |
| ۴                       | سوئیس (SUI)               | ۳   | ۲    | ۱    | ۶     |
| ۵                       | سوئد (SWE)                | ۲   | ۴    | ۴    | ۱۰    |
| ۶                       | ایالات متحده آمریکا (USA) | ۲   | ۳    | ۲    | ۷     |
| ۷                       | نروژ (NOR)                | ۲   | ۱    | ۱    | ۴     |
| ۸                       | ایتالیا (ITA)             | ۱   | ۲    | ۰    | ۳     |
| ۹                       | تیم متحد آلمان (EUA)      | ۱   | ۰    | ۱    | ۲     |
| ۱۰                      | کانادا (CAN)              | ۰   | ۱    | ۲    | ۳     |
| ۱۱                      | ژاپن (JPN)                | ۰   | ۱    | ۰    | ۱     |
| ۱۲                      | مجارستان (HUN)            | ۰   | ۰    | ۱    | ۱     |
| ۱۲                      | لهستان (POL)              | ۰   | ۰    | ۱    | ۱     |
| مجموع (۱۳ کمیته المپیک) | مجموع (۱۳ کمیته المپیک)   | ۲۵  | ۲۳   | ۲۴   | ۷۲    |